# 레비 확률 과정
확률론에서 레비 확률 과정(Lévy確率過程, 영어: Lévy stochastic process)은 모든 증분들이 서로 독립이며 정상적이며, 또한 어떤 연속성 조건을 만족시키는 확률 과정이다.

## 정의

### 확률 연속 확률 과정
{\displaystyle S}가 균등 위상에 대한 보렐 가측 공간으로 간주한 어떤 균등 공간이라고 하자. {\displaystyle T}가 어떤 위상 공간이라고 하자.
확률 과정 {\displaystyle (X_{t}\colon \Omega \to S)_{t\in T}}이 다음 조건을 만족시킨다면, {\displaystyle X}를 확률 연속 확률 과정(確率連續確率過程, 영어: stochatically continous stochastic process)이라고 한다.
- {\displaystyle S}의 임의의 측근 {\displaystyle \sim _{\epsilon }} 및 임의의 {\displaystyle t\in T}에 대하여, {\displaystyle \textstyle \lim _{s\to t}\Pr(X_{s}\nsim _{\epsilon }X_{t})=0}이다.

예를 들어, 만약 {\displaystyle S=\mathbb {R} ^{d}}가 유클리드 공간일 경우, 이 조건은 다음과 같다.
- 임의의 {\displaystyle \epsilon >0} 및 {\displaystyle t\in [0,\infty )}에 대하여, {\displaystyle \textstyle \lim _{s\to t}\Pr(\|X_{s}-X_{t}\|>\epsilon )=0}

### 무한 분해 가능 과정
{\displaystyle S}가 보렐 가측 공간으로 여겨진 위상군이라고 하자. {\displaystyle (T,\leq )}가 전순서가 주어진 가환 모노이드(예를 들어, {\displaystyle [0,\infty )}, {\displaystyle \mathbb {N} }, {\displaystyle \mathbb {R} }, {\displaystyle \mathbb {Z} } 등)라고 하자.
확률 과정 {\displaystyle (X_{t}\colon \Omega \to S)_{t\in T}}이 다음 조건을 만족시킨다면, {\displaystyle X}를 무한 분해 가능 확률 과정(無限分解可能確率過程, 영어: infinitely divisible stochastic process)이라고 한다.
- (증분의 독립성) 임의의 {\displaystyle t_{0}\leq t_{1}\leq t_{2}\leq \dotsb \leq t_{n}}에 대하여, {\displaystyle \{X_{t_{0}}-X_{t_{1}},\dotsc ,X_{t_{n-1}}-X_{n}\}}은 서로 독립인 확률 변수의 족이다.
  - 특히, {\displaystyle t_{i}=t_{i+1}}일 경우, {\displaystyle X_{t_{i}}^{-1}X_{t_{i+1}}=0}은 상수이므로 자명하게 모든 확률 변수에 대하여 독립이다.
- (증분의 정상성) 임의의 {\displaystyle s\in T}에 대하여, {\displaystyle X_{t}^{-1}X_{s+t}}의 확률 분포는 {\displaystyle X_{s}}의 확률 분포와 같다.
  - 특히, {\displaystyle s=t}일 경우, {\displaystyle \Pr(X_{0}=1_{S})=1}이다.

여기서 ‘증분’(영어: increment)이란 {\displaystyle s,t\in T}에 대한 확률 변수 {\displaystyle X_{t}^{-1}X_{t+s}}를 뜻한다. 아벨 군에서 군 연산을 덧셈으로 표기할 경우, 이는 {\displaystyle X_{t+s}-X_{t}}와 같이 표기된다.

### 레비 과정
모든 위상군은 표준적인 균등 공간 구조를 갖는다.
위상군 {\displaystyle S}를 표본 공간으로 삼고, 음이 아닌 실수 집합 {\displaystyle [0,\infty )}를 지표 공간으로 삼은 확률 과정
{\displaystyle (X_{t}\colon \Omega \to S)_{t\in [0,\infty )}}
이 확률 연속 확률 과정이자 무한 분해 가능 확률 과정이라면, 레비 확률 과정이라고 한다.

## 성질
모든 레비 확률 과정은 마르코프 과정이다.

### 레비-힌친 공식
{\displaystyle \mathbb {R} } 값의 레비 확률 과정의 확률 분포는 다음과 같은 특성 함수에 의하여 주어진다.
{\displaystyle \mathbb {E} \left(\exp(\mathrm {i} \theta X(t))\right)=\exp \left(t\left(a\mathrm {i} \theta -{\frac {1}{2}}\sigma ^{2}\theta ^{2}+\int _{\mathbb {R} \setminus \{0\}}\left(\exp(\mathrm {i} \theta x)-1-\mathrm {i} \theta x[|x|<1]\right)\Pi (\mathrm {d} x)\right)\right)}
여기서
- {\displaystyle a\in \mathbb {R} }는 상수이다. 이는 레비 확률 과정의 선형 이동을 나타낸다.
- {\displaystyle \sigma ^{2}\in [0,\infty )}는 상수이다. 이는 레비 확률 과정의 위너 확률 과정 성분의 분산을 나타낸다.
- {\displaystyle [\dotso ]}는 아이버슨 괄호이다.
- {\displaystyle \Pi }는 {\displaystyle \mathbb {R} \setminus \{0\}} 위의 시그마-유한 측도이다.

즉, 레비 확률 과정의 확률 분포는 {\displaystyle (a,\sigma ^{2},\Pi )}에 의하여 결정된다.

## 예
위너 확률 과정은 레비 확률 과정이다. 이 경우 {\displaystyle \Pi }는 거의 어디서나 0이 된다.

## 역사
폴 피에르 레비의 이름을 땄다.

## 같이 보기
- 위너 확률 과정

## 참고 문헌
- Applebaum, David (2004년 12월). “Lévy processes — from probability to finance and quantum Groups” (PDF). 《Notices of the American Mathematical Society》 (영어) 51 (11): 1336–1347. ISSN 1088-9477.
- Applebaum, David (2004). 《Lévy Processes and Stochastic Calculus》 (영어). Cambridge University Press.
- Sato, Ken-Iti (2011). 《Lévy processes and infinitely divisible distributions》 (영어). Cambridge University Press. ISBN 978-0521553025.
- Kyprianou, Andreas E. (2014). 《Fluctuations of Lévy processes with applications. Introductory lectures》 2판. Springer-Verlag. ISBN 978-3642376313.